# 2739 Taguacipa
A 2739 Taguacipa (ideiglenes jelöléssel 1952 UZ1) a Naprendszer kisbolygóövében található aszteroida. J. L. Brady fedezte fel 1952. október 17-én.